# Cardiolipina
La cardiolipina (difosfatidilglicerol) ( 1,3-bis(sn-3'-fosfatidil)-sn-glicerol), abreviada també com CL, és un fosfolípid que es troba de forma exclusiva a la membrana bacteriana i a la membrana mitocondrial interna, on constitueix al voltant del 20% de la composició lipídica. També és un component minoritari de les lipoproteïnes del plasma humà, encara que és el lípid aniònic més abundant. Posseeix una estructura dimèrica única que conté units quatre àcids grassos i té dues càrregues negatives. Una de les principals funcions de la cardiolipina és la seva presència a la membrana mitocondrial interna, gràcies a la qual una gran quantitat d'enzims de la fosforilació oxidativa poden desenvolupar la seva corresponent funció.
Variacions en el contingut i/o estructura de la cardiolipina s'han descrit en nombroses alteracions patològiques.

## Descobriment
La CL va ser identificada per primera vegada en cèl·lules del teixit cardíac boví l'any 1942 (per aquest motiu se l'ha anomenada amb el prefix "Cardio"), localitzada a la membrana mitocondrial interna. Aquesta descoberta recolza en certa manera la teoria endosimbiòtica dels mitocondris, degut a les funcions que desenvolupa aquesta molècula.
Posteriorment també es va detectar la presència de la CL en altres cèl·lules eucariotes, com ara en hepatòcits de rata.

## Tècniques d'observació
Actualment l'observació de la Cardiolipina es realitza a través de microscopis de fluorescència, amb tint fluorescent 10-N-Nonil taronja d'acidilina(NAO). Amb aquest mètode s'aconsegueix localitzar i, posteriorment, analitzar la Cardiolipina en cèl·lules vives. Existeixen diversos assajos experimentals que recolzen aquest mètode d'observació. S'espera que amb l'estudi de la CL i la seva disctibució es puguin donar indicis per determinar la seva relació amb l'aparició d'algunes patologies que tenen l'origen en el metabolisme dels mitocondris.

## Estructura

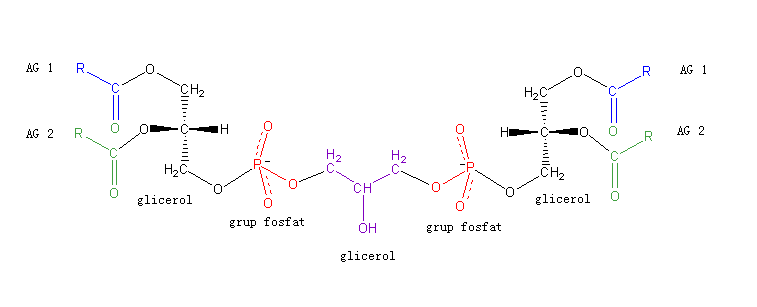
Estructura de la Cardiolipina

La Cardiolipina està formada per un dímer de fosfatidats units per un glicerol. Això li proporciona una estructura única que li atribueix unes característiques bioquímiques determinades, de manera que li permet desenvolupar una sèrie de funcions complexes a la membrana mitocondrial.
El fosfatidat (de l'àcid fosfatídic) és el fosfolípid més senzill dels derivats del glicerol -els quals reben el nom de fosfoglicèrids o glicerofosfolípids)-. En el fosfatidat, el primer i el segon carboni del glicerol s'esterifiquen amb els grups carboxil de dues cadenes dʼàcid gras (cadenes de fins a vint-i-quatre carbonis i amb dues insaturacions) formant dos enllaços èsters. El grup hidroxil del tercer carboni del glicerol esterifica amb un àcid fosfòric formant un enllaç fosfoèster. A pH 7 (pH fisiològic), l'àcid fosfòric queda ionitzat en fosfat i té una càrrega negativa. Finalment, un glicerol central uneix els dos grup fosfats dels fosfatidats a través d'enllaços fosfoèsters.

## Característiques bioquímiques
Químicament, els lípids són molècules formades en gran proporció per hidrocarburs encadenats de manera alifàtica i això els concep físicament com molècules insolubles a l'aigua. Però gràcies a la unió amb l'àcid fosfòric, els fosfolípids són molècules dipolars i posseeixen un caràcter amfipàtic (vegeu en lípids amfipàtics). Les molècules dipolars tenen dues parts, el cap hidròfil (gràcies a l'electronegativitat dels fosfats) i les cues hidròfobes (dels grups acils).
Aquesta característica permet la formació de bicapes lipídiques que constitueixen les membranes cel·lulars. La Cardiolipina és precisament un component de proporció considerada a la membrana mitocondrial interna, on a més de la funció exclusivament estructural, imparteix altres responsabilitats importants pel bon funcionament de l'orgànul, com ara regular permeabilitat selectiva, ja que no hi ha presència de colesterol en aquest tipus de membrana.

## Metabolisme
La síntesi de CL és similar a altres vies de biosíntesi de fosfolípids, passant per certs productes intermedis comuns com són l'àcid fosfatídic, la citidina-5-difosfat-diacilglicerol (CDP-DG) i el fosfatidilcitidin-monofosfat (CMP).
Aquesta reacció, però, divergeix una mica entre Procariotes - on es sintetitza a partir de dues molècules de fosfatidilglicerol (PG) - i Eucariotes - on es genera unint un fosfatidilglicerol amb un diacilgliderol-difosfat (CDP-DAG).

### Procariotes
En els procariotes (bacteris), la reacció de biosíntesi és una transesterificació reversible catalitzada per una cardiolipina sintasa (CLS) que conté dos dominis fosfolipasa D-PLD i intervé en la transferència del residu dels fosfatidil 1-fosfatidilglicerol al grup 3'-hidroxil lliure de l'altre relacionat amb la fosfolipasa D. Aquest enzim també pot funcionar a la inversa, sota una sèrie de condicions fisiològiques específiques per eliminar Cardiolipina. Aquesta reacció es produeix pràcticament en equilibri i per tant, només es pot donar quan hi ha una concentració relativament alta de substrat.

### Eucariotes
En els eucariotes, la reacció no és reversible i està catalitzada per un altre tipus de cardiolipina sintasa que conté un alcohol-CDP fosfatidiltransferasa. El primer pas és l'acilació del glicerol-3-fosfat aciltransferasa. Així, el glicerol-3-fosfat es pot acilar per formar un àcid fosfatídic. Amb la intervenció de l'enzim CDP-DAG sintasa (CDP-DAG: diacilglicerol difosfat citidina), l'àcid fosfatídic es converteix en diacilglicerol difosfat citidina (CDP-DAG). El següent pas és la conversió del CDP-DAG a fosfatidilglicerol fosfat, reacció que és catalitzada per l'enzim PGP (fosfatidilglicerol fosfat) sintasa, seguit de la desfosforilació per PTPMT1 (proteïna tirosina fosfatasa, mitocondrial 1) per formar fosfatidilglicerol. Per acabar, una molècula de CDP-DAG s'uneix al fosfatidilglicerol format i dona lloc a una molècula de Cardiolipina. Aquesta reacció és catalitzada per la cardiolipina sintasa mitocondrial.
La Cardiolipina formada ha de passar per un procés de maduració que consisteix en dos reaccions: la hidròlisis d'una cadena d'acil original que és desacilada per formar monolisocardiolipina (MLCL) que conté tres grups acil. Aquesta reacció és catalitzada per l'enzim cardiolipina-específic fosfolipasa (CLD1, YGR110W), que s'ha trobat en els llevats, o per la fosfolipasa A2 calci-independent (iPLA2) beta o gamma localitzat en la Drosophila i en les rates. Aleshores, la monolisocardiolipina (MLCL) és reacilada per la tafazzina (TAZ) CoA-independent o per acilCoA, que es troba a la perifèria mitocondrial, a la cara exterior de la membrana interna i la cara interior de la membrana externa; per tant, la Cardiolipina ha de ser traslladada a través de la membrana interna per tal d'acabar el procés de maduració.

### Altres aspectes de la Cardiolipina
La regulació de la biosíntesi de la Cardiolipina es va estudiar en el cor (aïllat) i en els mioblasts cardíacs. Es va observar una forta dependència de la concentració intracel·lular de la citidina trifosfat (CTP), en consonància amb la idea que la disponibilitat de fosfatidil-CMP és crític per la taxa de producció de la CL.
Per exemple, en els cors d'hipòxia, la manca de ATP i CTP va acompanyat d'una disminució de la biosíntesi de la Cardiolipina. En els bacteris, la taxa de Cardiolipina és major durant la recessió del creixement, que es desencadena per un gran augment en l'activitat de la cardiolipina sintetasa. D'altra banda, la majoria de teixits dels mamífers contenen petites quantitats de fosfatidilglicerol (intermediari biosintètic). Tot i així, el fosfatidilglicerol i el bis-(monoacilglicerol)-fosfat, un isòmer posicional del fosfatidilglicerol, són relativament abundants en el pulmó del mamífer, on duen a terme funcions no relacionades amb la formació de la Cardiolipina. El fosfatidilglicerol és un component essencial del surfactant pulmonar Arxivat 2015-10-26 a Wayback Machine. que recobreix els alvèols. El bis-(monoacilglicerol)-fosfat és un important fosfolípid dels macròfags alveolars i s'incrementa en els pacients amb malalties causades per l'emmagatzematge de lípids.

## Funcions
Aquest lípid és conegut pel seu paper essencial en el metabolisme bioenergètic dels mitocondris, però també realitza altres funcions:

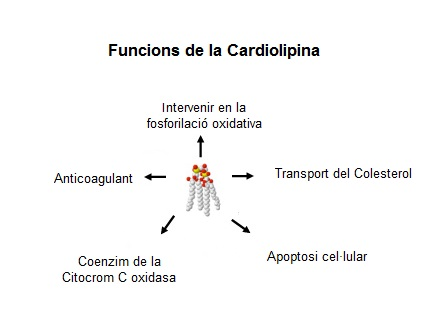
Funcions de la Cardiolipina

### Transport del Colesterol
La Cardiolipina és indispensable pel trànsit de colesterol des de la membrana externa a la interna del mitocondri, i afavoreix el seu posterior anclatge. Aquest procés té lloc gràcies a la cadena 4-acil de la CL, la qual li proporciona una gran afinitat per les proteïnes de membrana i l'estabilitat suficient com per dur a terme aquesta funció.

### Coenzim de la Citocrom C oxidasa
La CL ajuda a connectar les subunitats amb l'enzim Citocrom C oxidasa (també conegut com a Complex IV Arxivat 2016-03-03 a Wayback Machine.) durant la reducció d'oxidació següent, que expulsa protons a l'espai intermembrana del mitocondri:
4 Fe 2+ Citocrom C + 8 H+dins + O₂ → 4 Fe3+ Citocrom C + 2 H₂O + 4 H+fora
Així doncs, la Cardiolipina és un cofactor d'aquest enzim.

### Indueix l'Apoptosi cel·lular
La Cardiolipina és un dels desencadenants de l'apoptosi cel·lular, juntament amb el Citocrom C. Diversos estudis del Beatstone Institute for Cancer Research (Glasgow) han determinat que aquest fosfolípid té un paper molt important en els passos inductors de l'apoptosi dependents del mitocondri. Durant el procés de mort cel·lular es produeix una pèrdua de Cardiolipina, degut a una peroxidació, alhora que s'incrementen les Espècies Reactives amb Oxigen (ERO) i decreix l'activitat cel·lular, just abans de l'apoptosi.

### Intervé en la fosforilació oxidativa
La presència de CL a la membrana dels mitocondris assenyala que pot interactuar amb la cadena de transport electrònic de la fosforilació oxidativa.
Teòricament, la CL pot agafar protons a través dels seus dos grups fosfat; però en condicions fisiològiques (on el pH és neutre, és a dir, pH=7) només pot captar un protó. Durant la cascada electrònica del procés de fosforilació, els hidroxils del grup fosfat formen un enllaç estable mitjançant un pont d'hidrogen amb els grups hidroxil del glicerol central de la molècula, formant una estructura bicíclica que actua com a trampa de protó.
Aquesta retenció provoca un increment en la diferència del gradient relacionat amb el cicle de producció d'ATP (la fosforilació), que resulta en una producció més eficient de la citada molècula.

### Altres funcions relacionades amb el mitocondri
- Incrementa l'eficiència dels OXPHOS, relacionats amb la formació d'ATP al mitocondri.

- Ajuda a diversos components a reconèixer i identificar el mitocondri, intervenint en l'import d'algunes proteïnes a aquest.

- Se li atribueixen característiques anticoagulants.

- La CL és necessària perquè el Citocrom BC1 mantingui la seva estructura quaternària

## Patologies relacionades
La Cardiolipina està relacionada amb diverses patologies, algunes de les quals es descriuen seguidament:

### Síndrome de Barth
Consisteix en un trastorn genètic causat per una mutació al gen que codifica la tafazzina, un enzim involucrat en la biosíntesi de la Cardiolipina. La tafazzina és indispensable per poder sintetitzar-la en les cèl·lules eucariotes que es troben realitzant el procés de les cadenes d'acil cardiolipina per mitjà de la transferència d'àcid linoleic de cadenes polimeritzades a monolisocardiolipina. Sense l'enzim, la Cardiolipina no es podria sintetitzar i aquest fet causaria un problema greu quant a la producció d'ATP, doncs es tracta d'una biomolècula de vital importància als éssers humans per la seva capacitat energètica.

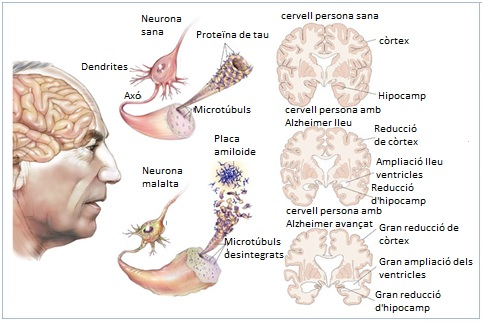
Comparació entre un cervell sa i dos malalts dAlzheimer en graus diferents.

Aquest trastorn no afecta a femelles heterozigòtiques, les quals no han de patir les conseqüències de tenir uns mitocondris amb funcionament anormal per la producció insuficient d'ATP ni de cardiomiopaties acompanyades de sensació de debilitat.

### Parkinsoni alzheimer
Es pensa que l'estrés oxidatiu i la peroxidació lipídica són factors que condueixen a la pèrdua neuronal i la disfunció mitocondrial de la substància grisa del cervell en la malaltia de Parkinson i que pot desenvolupar un paper precoç en la patogènesis de la malaltia d'Alzheimer. El contingut de Cardiolipina al cervell disminueix amb l'envelliment, i un estudi recent en cervells de rata mostren aquests resultats producte de la peroxidació de lípids als mitocondris exposats a l'estrés de radicals lliures.
Un altre estudi mostra que la ruta biosintètica d'aquest lípid pot veure’s afectada de forma selectiva, causant la reducció del 15% en el vincle complex I/ activitat III de la cadena de transport d'electrons, fet que es pensa, és un factor crític en el desenvolupament de la malaltia de Parkinson (consisteix en un descens del nombre de cèl·lules cerebrals degut al fet que el cervell disminueix en un 23% el contingut de fosfatidilglicerol, un precursor de la Cardiolipina).

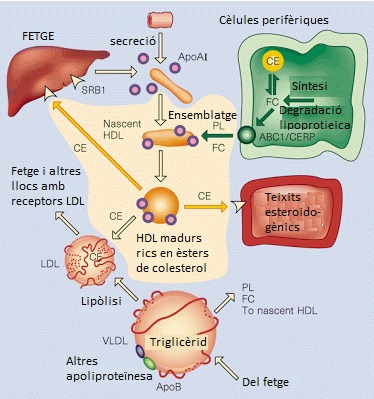
Esquema per explicar la relació del colesterol amb la malaltia de Tangier.

### Malaltia del fetge gras no àcid iinsuficiència cardíaca
Recentment, s'ha vist que aquests trastorns disminueixen els nivells de Cardiolipina i canvien la composició de les cadenes d'acil com també s'ha observat a les disfuncions mitocondrials. No obstant això, el paper de la Cardiolipina a la vellesa i la isquèmia encara genera una certa controvèrsia.

### Malaltia de Tangier
Aquesta malaltia està lligada a anormalitats de la Cardiolipina. La malaltia de Tangier es caracteritza per mostrar nivells sanguinis baixos de colesterol, acumulació dels èsters del colesterol als teixits i un augment del risc de desenvolupar malalties cardiovasculars. És causada bàsicament per una major producció de Cardiolipina. Els estudis mostren que l'augment és de tres a cinc vegades la concentració normal. Aquest, suposaria que hi hagués més oxidació del colesterol i la formació d'oxicolesterols generaria en conseqüència un flux de colesterol, actuant així com a mecanisme per eliminar l'excés de colesterol a les cèl·lules.

### Diabetis
Les persones diabètiques són més propenses a patir del cor (tenen el doble de probabilitats). La Cardiolipina es troba en menor concentració al cor d'aquests pacients, possiblement es deu que l'enzim que digereix aquest lípid és més actiu al mateix.

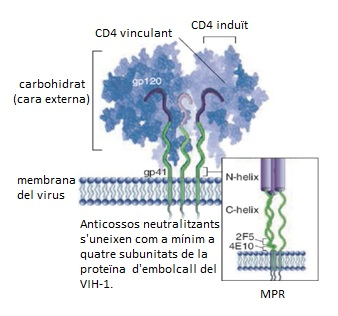
Descripció de les proteïnes de lVIH que es relacionen amb la Cardiolipina.

### Sífilis
La cardiolipina de les vaques s'empra com antigen per la prova de Wasserman de la Sífilis. Aquesta prova consisteix a prendre una mostra de líquid cefalorraquidi al qual se li presenta l'antigen. Els anticossos no específics de la sífilis reaccionen amb el lípid, donant lloc a la reacció de Wasserman i la intensitat d'aquesta indica la gravetat de la condició.

### VIH-1
En aquesta malaltia la Cardiolipina té relació amb dos anticossos (2F5, 4E10) l'origen dels quals és incert (es descarta que provinguin de la vacunació), ja que reaccionen amb antígens propis com aquest lípid.

### Càncer
Otto Hinrich Warburg proposà que el càncer es va originar d'una lesió irreversible a la respiració mitocondrial, però la base estructural d'aquesta lesió ha estat difícil de conèixer. Des que la Cardiolipina és un fosfolípid important que es troba exclusivament a la membrana mitocondrial interna i és essencial al manteniment mitocondrial, es suggereix que les anormalitats a la Cardiolipina poden alterar la funció mitocondrial i bioenergètica d'aquests de manera que influirà en l'aparició del càncer. De fet, un estudi publicat el 2008 sobre tumors al cervell dels ratolins donen suport a la teoria que les anomalies estan al contingut de Cardiolipina en tots els tumors.

## Anticòs anticardiolipina
Els anticossos anticardiolipina són un anticòs de tipus antifosfolipid (aPL), relacionat a la vegada amb la síndrome antifosfolípid. Aquest tipus d'anticossos reconeixen de forma específica els fosfolípids que formen les membranes cel·lulars i també reconeixen i ataquen la Cardiolipina.
L'anticardiolipina és una immunoglobulina adquirida associada a la formació de coàguls de sang (trombòcits) sota condicions autoimmunes i a diferents malalties com la sífilis, la síndrome antifosfolípid, la vasculitis crònica, la insuficiència vertebrobasilar, la síndrome de Beheçet, l'avortament espontani idiopàtic i el lupus eritematós sistèmic (LES).
Cal remarcar que aquests anticossos no estan dirigits contra la molècula de Cardiolipina aïllada sinó que necessiten l'acció d'un cofactor per poder unir-se a l'antigen. Aquest cofactor és la glicoproteïna β, que es pot semblar a la Cardiolipina i induir-se per l'acció de la unió de la β2GPI o bé pertànyer a la molècula de β2GPI i ser exposat com a resultat de la unió d'aquest lípid. Alternativament, pot ser que el determinant antigènic contingui tant Cardiolipina com β2GPI.
D'altra banda, sembla clar que l'oxidació d'aquest lípid és necessària per a la generació de determinants antigènics per molts dels anticossos anticardiolipina.

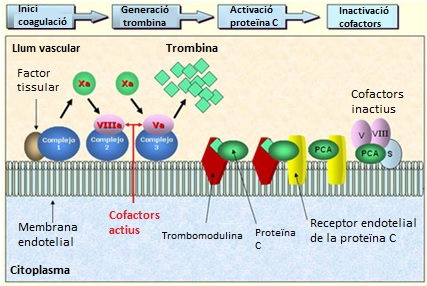
Interferències dels anticossos antifosfolípid sobre la prombomodulina, l'annexina V i la proteïna C.

### El paper de l'anticardiolipina en les patologies
En general, l'anticardiolipina té un paper important en les malalties autoimmunes com a anticòs que participa contra els fosfolípids.
Se sap que els anticossos anticardiolipina causen trombosi, i els mecanismes cel·lulars i moleculars a través dels quals la provoquen són:
1) Dany a l'endoteli vascular produït per l'oxigen: l'activació dels macròfags per les lipoproteïnes de baixa densitat oxidades provocarien aquesta disfunció.
2) Els anticossos antifosfolípid interfereixen o modulen proteïnes que es fixen als fosfolípids com la glicoproteïna β2 i que es creu que és un anticoagulant natural però les funcions biològiques de la qual són desconegudes.
3) Els anticossos antifosfolípid interfereixen sobre la funció de la protrombina, proteïna C, anexina V i el factor tissular.

### Tipologies
Es distingeixen 2 tipus d'anticossos anticardiolipina, estudiats i diferenciats d'altres anticossos que provoquen malalties autoimmunes o concretament dels teixits connectius: 
- anticardiolipina IgG.
- anticardiolipina IgM.
- anticardiolipina IgA.

### Detecció
La detecció d'aquestes anticardiolipines es realitza mitjançant la prova ELISA i RIA.